# 노뼈
노뼈(radius) 또는 요골(橈骨)은 아래팔의 뼈로 팔꿈치부터 엄지손가락 쪽 손목 관절까지를 잇고 있다. 노뼈는 자뼈 (ulna)의 외측에 위치하며, 자뼈보다 짧다.
노뼈는 삼각기둥 형태의 긴 뼈이며 약간 휘어있다. 위팔뼈작은머리와 관절한다.
노뼈의 영어단어 radius는 라틴어로 "광선"이란 뜻이다. 노뼈의 기능은 팔꿈치와 아래팔을 잇는 것이라 할 수 있다.

## 모양
노뼈에는 몸통과 원위부, 근위부로 나눌 수 있다.
- 근위부 (위쪽끝, upper extremity) - 위팔뼈와 관절하는 원통형의 머리, 목, 거친면으로 구성되어있음.
- 노뼈 몸통
- 원위부 (아래쪽끝, lower extremity) - 대략적으로 사각형, 자뼈, 손배뼈 (scaphoid bone), 반달뼈 (lunate bone)에 닿는 관절면이 존재.

### 붙는 근육들
위팔두갈래근 (biceps brachii)은 노뼈의 위쪽끝의 거친면에 붙는다. 몸통의 위쪽 1/3에는 손뒤침근 (supinator muscle), 얕은손가락굽힘근 (flexor digitorum superficialis muscle), 긴엄지굽힘근 (flexor pollicis longus muscle) 등이 붙는다. 몸통의 중간 1/3에는 긴엄지외향근 (musculus abductor pollicis longus muscle), 원엎침근 (pronator teres muscle) 등이 붙는다. 몸통 아래 1/4 즈음에는 네모엎침근 (pronator quadratus muscle)과 손뒤침근의 힘줄이 붙는다.

## 구조
길고 좁은 골수강 (medullary cavity)이 치밀뼈 (compact bone) 층 안에 가두어져있으며, 치밀뼈 층은 뼈사이모서리 (introsseous border) 쪽에서 가장 두껍고 양쪽 끝에서 가장 얇으나 머리의 컵 모양 관절면에서는 두꺼워진다.
해면뼈 (spongy bone)의 잔기둥 (trabeculae)은 위쪽끝으로 살짝 구부러지며 노뼈작은머리와 (fovea capituli radii) 쪽으로 향한다; 와의 면에 평행 방향인 다른 잔기둥이 이를 가로지른다. 아래쪽끝도 비슷한 배열로 되어있다. 노뼈무형성증(radial aplasia)의 경우 이런 배열이 없다.

## 다른 동물에서
사족보행 동물에서, 노뼈는 아래다리에서 하중을 떠받치는 주요 뼈이다. 구조는 대부분의 육상 사족보행 동물에서 비슷하나, 어떤 포유류 (예를 들면 말)에서는 자뼈와 융합되어있기도 하며, 물갈퀴가 있거나 아래다리가 흔적기관으로만 남은 동물에서는 변형된 형태로 있기도 하다.

## 추가 그림

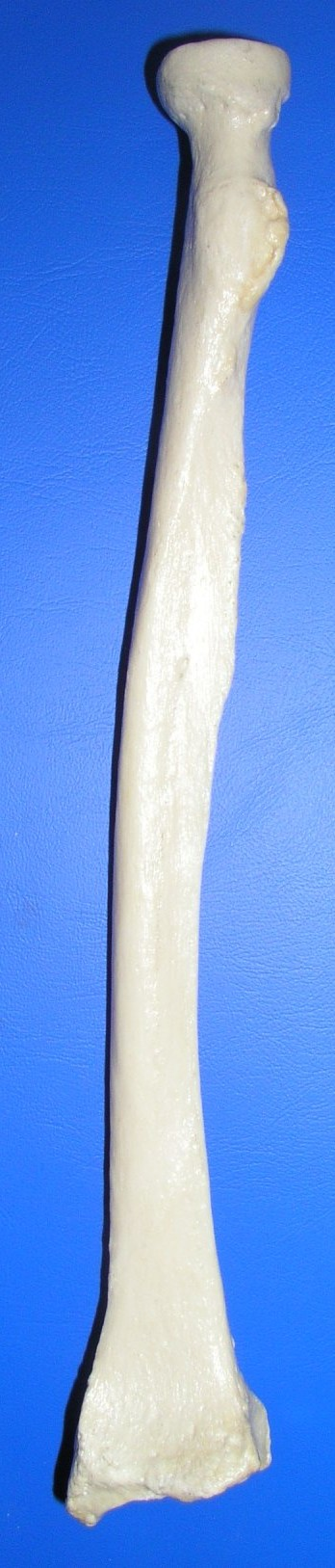
노뼈 - 앞쪽
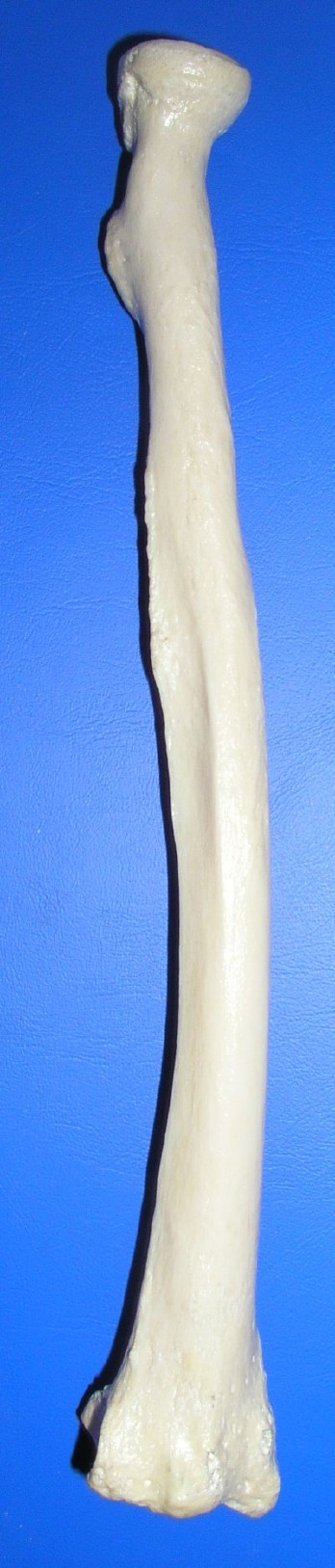
노뼈 - 뒤쪽
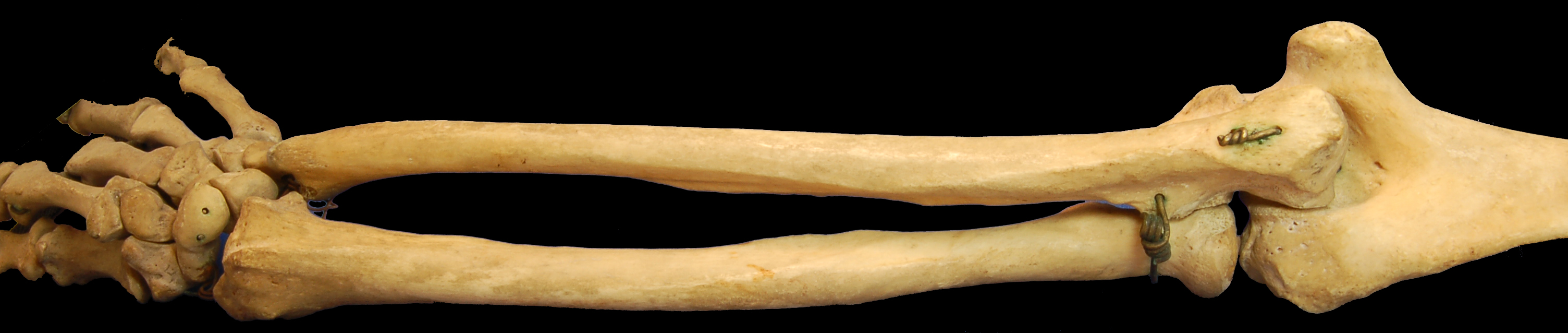
인간의 오른쪽 노뼈 - 뒤쪽
인간 팔뼈의 모식도
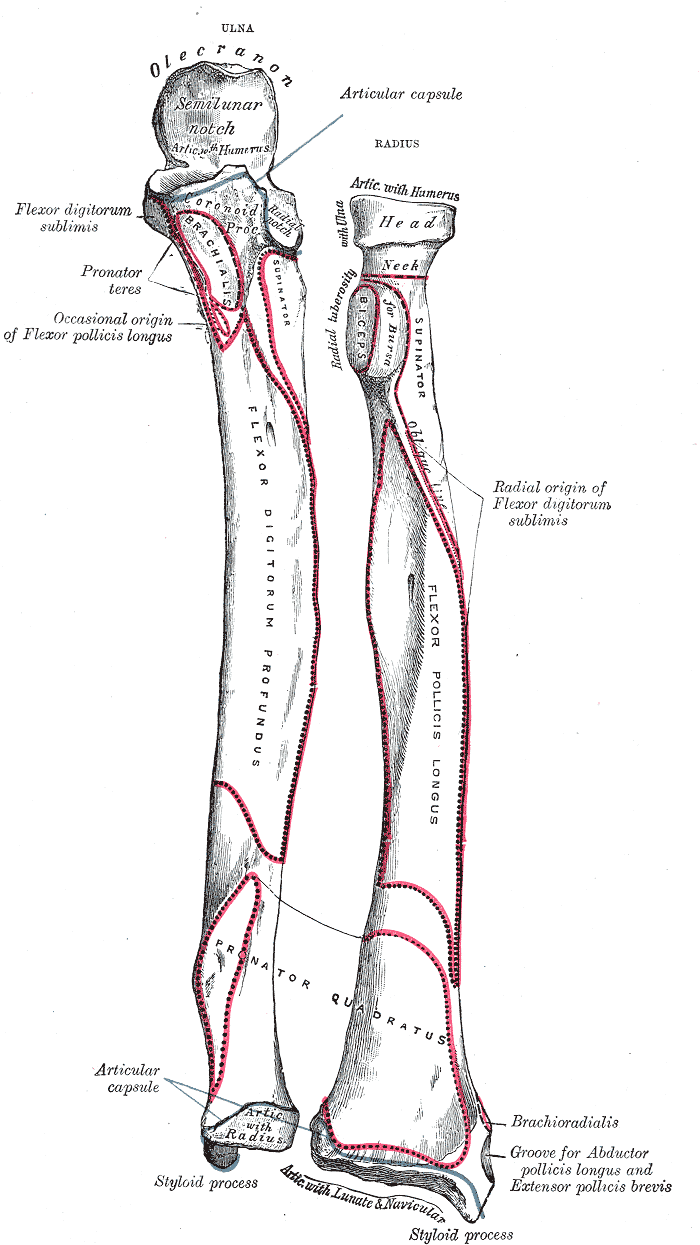
왼쪽 아래팔뼈 앞쪽
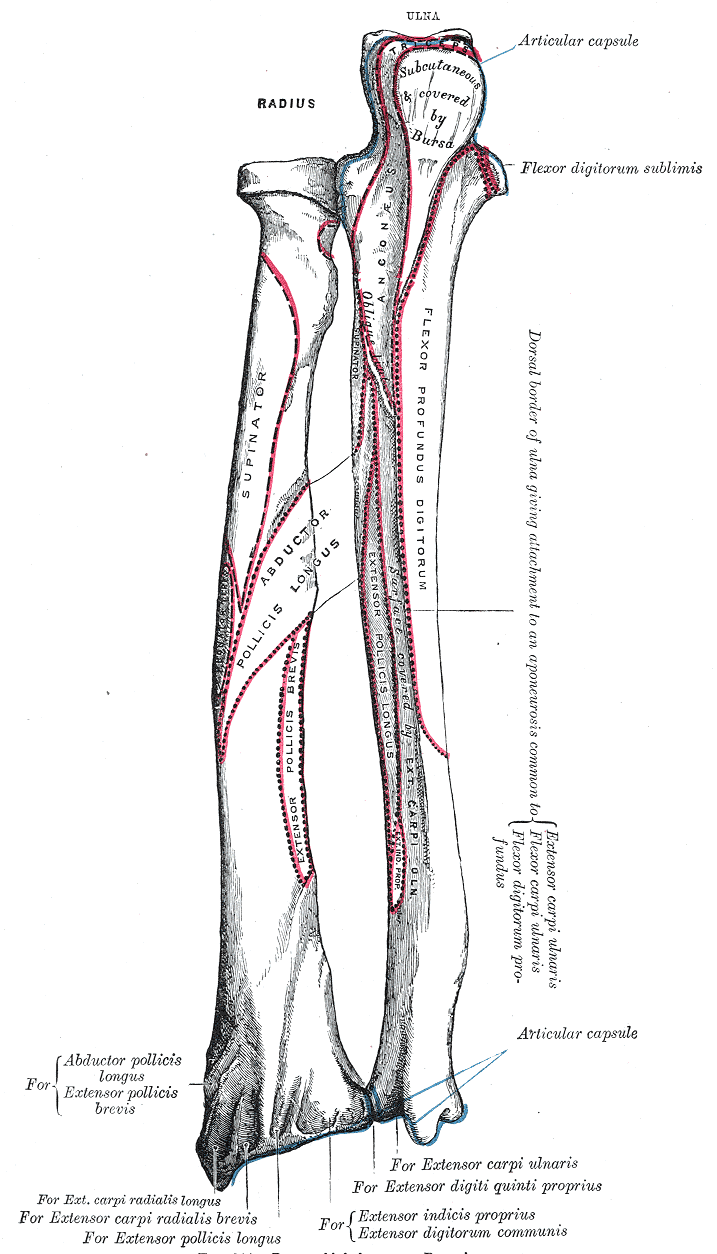
왼쪽 아래팔뼈 뒤쪽
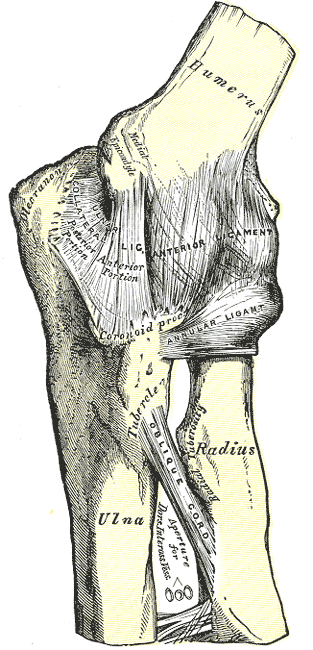
왼쪽 팔꿈치관절, 안쪽곁인대 (ulnar collateral ligament)가 보임.
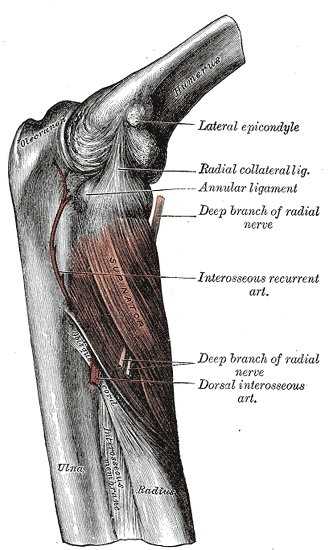
손뒤침근
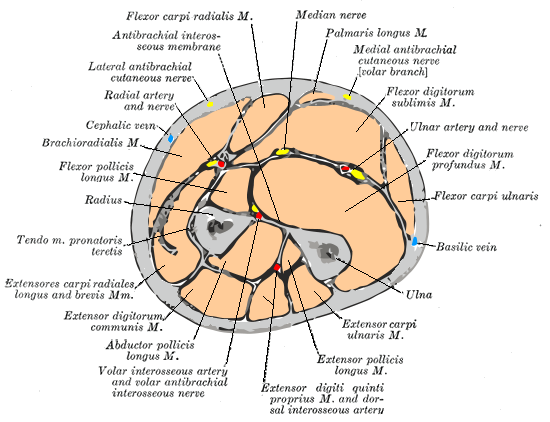
아래팔 중앙의 횡단면
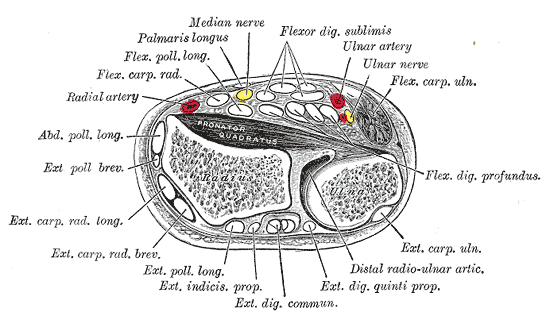
노뼈와 자뼈 원위부의 가로단면

## 같이 보기
- 위팔뼈
- 자뼈
- 팔
- 인체 뼈 목록
- 손목뼈
- 손배뼈
- 반달뼈